# Dilek Serbest
Dilek Serbest (Smirne, 17 marzo 1981) è un'attrice turca, nota per aver interpretato il ruolo di Ayca nella serie DayDreamer - Le ali del sogno (Erkenci Kuş).

## Biografia
Dilek Serbest è nata il 17 marzo 1981 a Smirne (Turchia), da genitori di origini macedone.

## Carriera
Dilek Serbest nel 2001 ha fatto la sua prima apparizione come attrice nella serie Askina eskiya. Ha recitato in vari film come nel 2004 in G.O.R.A. - Comiche spaziali (G.O.R.A.) e in Büyü, nel 2006 in Tramvay, nel 2014 in Meleklerin Mucizesi, nel 2017 in Mor Ufuklar, nel 2018 in Sessiz Terapi, nel 2022 in Adanis: Kutsal Kavga e in Karanlik Madde. Oltre ad aver recitato in film, ha preso parte anche in serie televisive come nel 2005 in Gümüs, nel 2006 in Kaybolan Yillar, nel 2011 in Kanit, nel 2012 in Fetih 1453, nel 2014 in Ulan Istanbul, nel 2014 e nel 2015 in Kara Para Ask, nel 2015 in Dirilis: Ertugrul e nel 2018 in DayDreamer - Le ali del sogno (Erkenci Kuş). Nel 2007 ha recitato nella miniserie Gurbet yolculari.

## Vita privata
Dilek Serbest dal 2010 è sposata con Güneş Kazdal.

## Filmografia

### Cinema
- G.O.R.A. - Comiche spaziali (G.O.R.A.), regia di Faruk Sorak (2004)
- Büyü, regia di Orhan Oguz (2004)
- Tramvay, regia di Olgun Arun (2006)
- Fetih 1453, regia di Faruk Aksoy (2012)
- Meleklerin Mucizesi, regia di Biray Dalkiran (2014)
- Mor Ufuklar, regia di Olgun Özdemir (2017)
- Sessiz Terapi, regia di Tolga Toga (2018)
- Adanis: Kutsal Kavga, regia di Emir Khalilzadeh (2022)
- Karanlik Madde, regia di Iman Tahsin (2022)

### Televisione
- Askina eskiya – serie TV (2001)
- Gümüs – serie TV (2005)
- Kaybolan Yillar – serie TV (2006)
- Gurbet yolculari – miniserie TV (2007)
- Kanit – serie TV (2011)
- Ulan Istanbul – serie TV (2014)
- Kara Para Aşk – serie TV (2014-2015)
- Dirilis: Ertugrul – serie TV (2015)
- DayDreamer - Le ali del sogno (Erkenci Kuş) – serie TV (2018)